# Colonzelle
Colonzelle est une commune française située dans le département de la Drôme en région Auvergne-Rhône-Alpes, entre les villes de Montélimar et Nyons.
Ses habitants sont dénommés les Colonzellois.

## Géographie

### Localisation
La commune est située au sud de Grignan,  en Drôme provençale.

### Communes limitrophes
Les communes limitrophes sont Chamaret, Grignan, Montségur-sur-Lauzon, Grillon et Richerenches.

### Relief et géologie
Sites particuliers :

### Hydrographie
La commune est bordée par le Lez. Elle est également arrosée par l'Aulière, un de ses affluents.

### Climat
Pour des articles plus généraux, voir Climat d'Auvergne-Rhône-Alpes et Climat de la Drôme.
En 2010, le climat de la commune est de type climat méditerranéen altéré, selon une étude du CNRS s'appuyant sur une série de données couvrant la période 1971-2000. En 2020, Météo-France publie une typologie des climats de la France métropolitaine dans laquelle la commune est exposée à un climat méditerranéen et est dans la région climatique  Provence, Languedoc-Roussillon, caractérisée par une pluviométrie faible en été, un très bon ensoleillement (2 600 h/an), un été chaud (21,5 °C), un air très sec en été, sec en toutes saisons, des vents forts (fréquence de 40 à 50 % de vents > 5 m/s) et peu de brouillards. 
Pour la période 1971-2000, la température annuelle moyenne est de 13,2 °C, avec une amplitude thermique annuelle de 17,5 °C. Le cumul annuel moyen de précipitations est de 830 mm, avec 6,5 jours de précipitations en janvier et 3,4 jours en juillet. Pour la période 1991-2020, la température moyenne annuelle observée sur la station météorologique de Météo-France la plus proche, sur la commune de Taulignan à 9 km à vol d'oiseau, est de 14,0 °C et le cumul annuel moyen de précipitations est de 842,4 mm,. Pour l'avenir, les paramètres climatiques de la commune estimés pour 2050 selon différents scénarios d'émission de gaz à effet de serre sont consultables sur un site dédié publié par Météo-France en novembre 2022.

## Urbanisme

### Typologie
Au 1er janvier 2024, Colonzelle est catégorisée commune rurale à habitat dispersé, selon la nouvelle grille communale de densité à 7 niveaux définie par l'Insee en 2022.
Elle est située hors unité urbaine. Par ailleurs la commune fait partie de l'aire d'attraction de Valréas, dont elle est une commune de la couronne,. Cette aire, qui regroupe 12 communes, est catégorisée dans les aires de moins de 50 000 habitants,.

### Occupation des sols
L'occupation des sols de la commune, telle qu'elle ressort de la base de données européenne d’occupation biophysique des sols Corine Land Cover (CLC), est marquée par l'importance des territoires agricoles (72,2 % en 2018), en diminution par rapport à 1990 (76,7 %). La répartition détaillée en 2018 est la suivante : zones agricoles hétérogènes (64,6 %), forêts (23,3 %), cultures permanentes (7,6 %), zones urbanisées (4,5 %). L'évolution de l’occupation des sols de la commune et de ses infrastructures peut être observée sur les différentes représentations cartographiques du territoire : la carte de Cassini (XVIIIe siècle), la carte d'état-major (1820-1866) et les cartes ou photos aériennes de l'IGN pour la période actuelle (1950 à aujourd'hui).

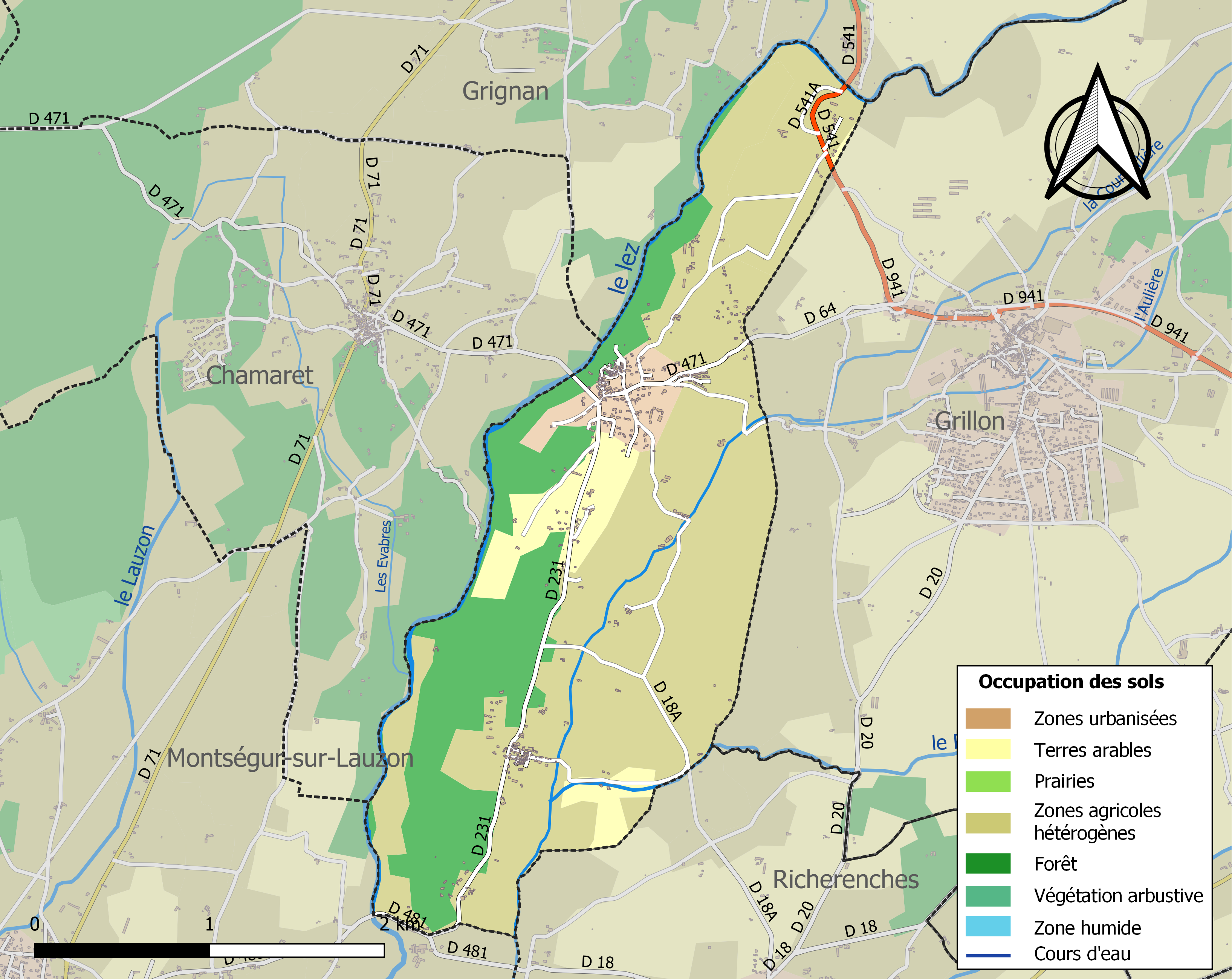
Carte des infrastructures et de l'occupation des sols de la commune en 2018 (CLC).

### Morphologie urbaine

#### Quartiers, hameaux et lieux-dits
Site Géoportail (carte IGN) :
- Bramefan
- Cros
- Françon
- le Moulin de l'Aulière
- le Grand Vallat
- le Pâtis
- les Béals
- les Côtes
- les Échecs
- les Estagniers
- les Fournaches
- les Grès
- les Îles
- les Launes
- les Vas
- Margerie
- Miale
- Moutière
- Plan de Lez
- Pont du Lez
- Rochebouteille
- Saint-Michel
- Saint-Pierre

(chapelle Saint-Pierre)
- Saint-Suffret

### Voies de communication et transports
Colonzelle est accessible par la route départementale RD 471, entre Chamaret, à l'ouest, et Grillon, à l'est, ainsi que par la RD 231 depuis Richerenches, au sud.

## Toponymie

### Attestations
Dictionnaire topographique du département de la Drôme :
- 998 : castrum Colonzellas in Provintia (cartulaire de Cluny, 2466).
- 1276 : territorium de Colonzellis (Nadal, Les Adhémar, 253).
- 1296 : castrum de Coroncellis (inventaire des dauphins, 254).
- 1409 : Colluncellis (Ducros, notaire à Grignan).
- 1547 : Colonzellou (Lacroix, L'arrondissement de Montélimar, II, 401).
- 1585 : Collonselles (correspondance de Lesdiguières, III, 18).
- 1588 : Coronzelles (archives de la Drôme, E 5907).
- 1589 : Coloncelles (journal de Lesdiguières).
- XVIe siècle : Crouzelles (pouillé général, 88).
- 1627 : Colonseles (règlement pour les officiers de la comté de Grignan).
- 1690 : Couronselles (archives de la Drôme, E 4675).
- 1700 : Coulonzelles (dénombrement du royaume).
- 1891 : Colonzelle, commune du canton de Grignan.

## Histoire

### Antiquité: les Gallo-romains
Débris de bas-relief romain.

### Du Moyen Âge à la Révolution
Au Xe siècle, le monastère est à l'origine du développement du village[réf. nécessaire].

Un prieuré bénédictin est à l'origine du village actuel.
Ont été retrouvées des sépultures du haut Moyen Âge.
La seigneurie :
- Au point de vue féodal, la seigneurie temporelle de cette paroisse relève des doyens du prieuré jusqu'en 1574[13].
- XIIIe siècle : le bourg est investi par les Adhémar[14].
- 1574 : les doyens vendent la seigneurie aux Castellanne-Adhémar qui l'unissent à leur baronnie de Grignan[13].

Colonzelle fit partie de la baronnie de Grignan, érigée en Comté en 1558, et dépendant administrativement de la Provence du XIIIe siècle à la Révolution.
1588 (octobre) : Brotin s'empare temporairement du village et de son château. Il commence par imposer des contributions, puis il incendie les fermes. Cette révolte prend fin en janvier 1589.
 
Vers 1620, les habitants de Colonzelle subissent à nouveau les invasions protestantes.

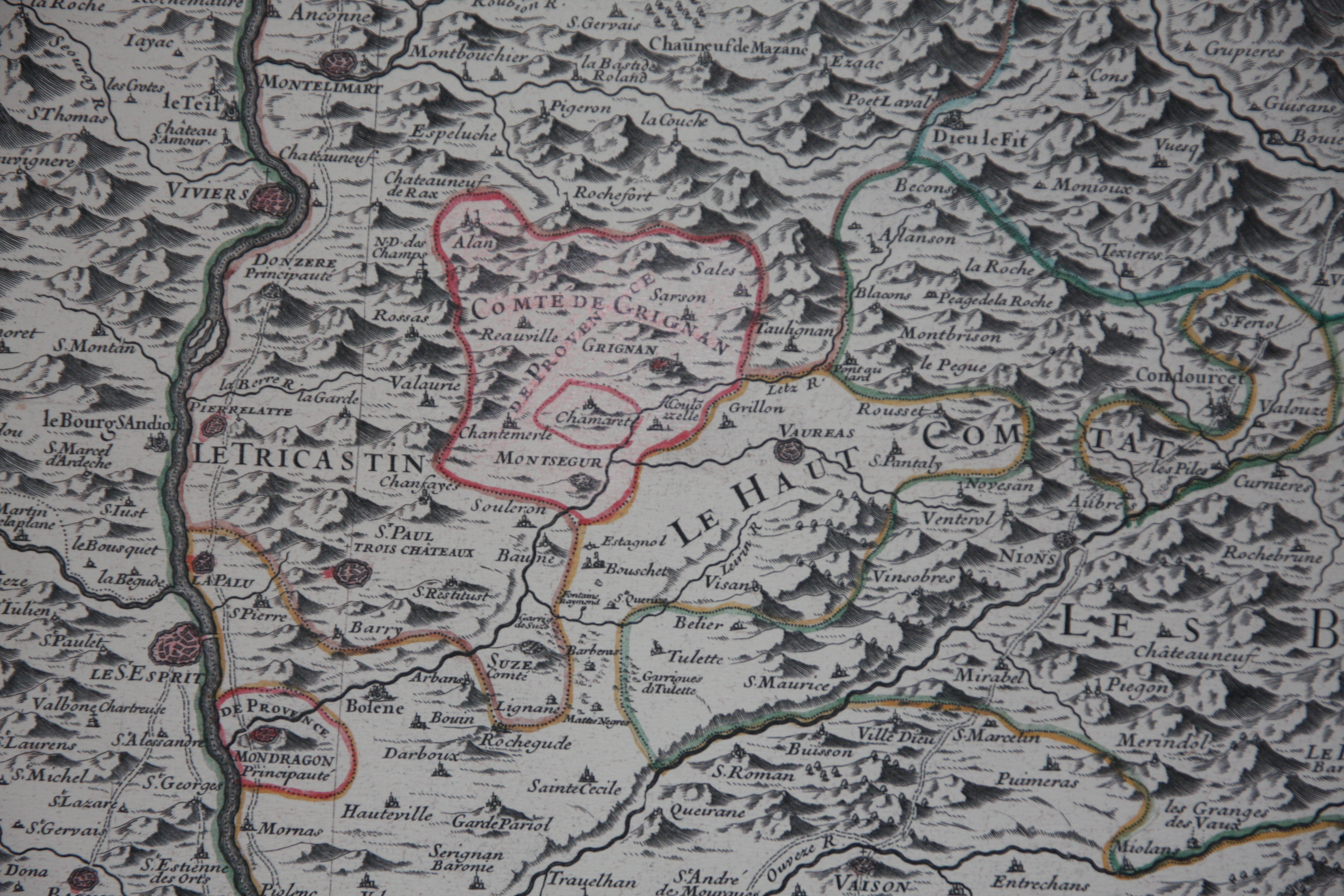
Carte des environs de 1700 montrant Colonzelle dans le Comté de Grignan de Provence.

1728 (24 février) : dans l'inventaire du château de Grignan, les avocats de la cour d'Aix (chargés de régler la difficile succession de François de Castellane-Adhémar de Grignan, mort le 30 décembre 1714, nous racontent « avoir été à Chamaret, en Dauphiné […], de là être passés à Colonzelle, en Provence […] et passés à Grillon, dans le Comtat venaissin ».
1789 (démographie) : la commune compte 65 maisons et 325 personnes.
Avant 1790, Colonzelle était une des terres adjacentes de Provence et, comme telle, une communauté du ressort du parlement et de l'intendance d'Aix.

Elle formait une paroisse du diocèse de Saint-Paul-Trois-Châteaux dont l'église, dédiée à Notre-Dame, dépendait du doyen du lieu (voir Saint-Pierre).

#### Saint-Pierre
Dictionnaire topographique du département de la Drôme :
- 1276 : ecclesia de Colonzellis (Nadal, Les Adhémar, 254).
- 1518 : decanatus Sancti Petri de Colonzellis (Long, notaire à Grignan).
- 1533 : locus Sancti Petri de Colonsellis (Long, notaire à Grignan).
- XVIe siècle : decanatus Crouzellis (pouillé général).
- 1891 : Saint-Pierre, chapelle de la commune de Colonzelle.

Ancien bénéfice de l'ordre de Cluny - de la dépendance du prieuré de Pont-Saint-Esprit (Église prieurale Saint-Saturnin de Pont-Saint-Esprit) - dit doyenné de Colonzelle. Son titulaire fut, pendant longtemps, seigneur spirituel et temporel de Colonzelle. Ce bénéfice fut uni au chapitre collégial de Grignan en 1533 :

### De la Révolution à nos jours
En 1790, la commune est comprise dans le canton de Suze-la-Rousse. La réorganisation de l'an VIII (1799-1800) la fait entrer dans celui de Grignan.

## Politique et administration

### Liste des maires
| Période                                                                      | Période                       | Identité                                   | Étiquette | Qualité                      |
| ---------------------------------------------------------------------------- | ----------------------------- | ------------------------------------------ | --------- | ---------------------------- |
| Les données manquantes sont à compléter. : de la Révolution au Second Empire |                               |                                            |           |                              |
| 1790                                                                         | 1871                          | ?                                          |           |                              |
| Les données manquantes sont à compléter. : depuis la fin du Second Empire    |                               |                                            |           |                              |
| 1871                                                                         | 1874                          | ?                                          |           |                              |
| 1874                                                                         | 1878                          | ?                                          |           |                              |
| 1878                                                                         | 1884                          | ?                                          |           |                              |
| 1884                                                                         | 1888                          | ?                                          |           |                              |
| 1888                                                                         | 1892                          | ?                                          |           |                              |
| 1892                                                                         | 1896                          | ?                                          |           |                              |
| 1896                                                                         | 1900                          | ?                                          |           |                              |
| 1900                                                                         | 1904                          | ?                                          |           |                              |
| 1904                                                                         | 1908                          | ?                                          |           |                              |
| 1908                                                                         | 1912                          | ?                                          |           |                              |
| 1912                                                                         | 1919                          | ?                                          |           |                              |
| 1919                                                                         | 1925                          | ?                                          |           |                              |
| 1925                                                                         | 1929                          | ?                                          |           |                              |
| 1929                                                                         | 1935                          | ?                                          |           |                              |
| 1935                                                                         | 1945                          | ?                                          |           |                              |
| 1945                                                                         | 1947                          | ?                                          |           |                              |
| 1947                                                                         | 1953                          | ?                                          |           |                              |
| 1953                                                                         | 1959                          | ?                                          |           |                              |
| 1959                                                                         | 1965                          | ?                                          |           |                              |
| 1965                                                                         | 1971                          | ?                                          |           |                              |
| 1971                                                                         | 1977                          | Marc Roustan                               | PS        | retraité (fonction publique) |
| 1977                                                                         | 1983                          | Marc Roustan                               |           | maire sortant                |
| 1983                                                                         | 1989                          | Marc Roustan                               |           | maire sortant                |
| 1989                                                                         | 1995                          | Marc Roustan                               |           | maire sortant                |
| 1995                                                                         | 2001                          | Marc Roustan                               |           | maire sortant                |
| 2001                                                                         | 2008                          | Marc Roustan                               |           | maire sortant                |
| 2008                                                                         | 2014                          | Marc Roustan                               |           | maire sortant                |
| 2014                                                                         | 2020                          | Marc Roustan                               |           | maire sortant                |
| 2020                                                                         | En cours (au 18 février 2021) | Carole Cheyron-Deslys[source insuffisante] |           |                              |

## Population et société

### Démographie
L'évolution du nombre d'habitants est connue à travers les recensements de la population effectués dans la commune depuis 1793. Pour les communes de moins de 10 000 habitants, une enquête de recensement portant sur toute la population est réalisée tous les cinq ans, les populations de référence des années intermédiaires étant quant à elles estimées par interpolation ou extrapolation. Pour la commune, le premier recensement exhaustif entrant dans le cadre du nouveau dispositif a été réalisé en 2006.

En 2022, la commune comptait 528 habitants, en évolution de −4,35 % par rapport à 2016 (Drôme : +2,64 %, France hors Mayotte : +2,11 %).
| 1793 | 1800 | 1806 | 1821 | 1831 | 1836 | 1841 | 1846 | 1851 |
| ---- | ---- | ---- | ---- | ---- | ---- | ---- | ---- | ---- |
| 340  | 386  | 412  | 527  | 494  | 542  | 495  | 553  | 574  |

| 1856 | 1861 | 1866 | 1872 | 1876 | 1881 | 1886 | 1891 | 1896 |
| ---- | ---- | ---- | ---- | ---- | ---- | ---- | ---- | ---- |
| 608  | 626  | 641  | 599  | 574  | 570  | 506  | 504  | 521  |

| 1901 | 1906 | 1911 | 1921 | 1926 | 1931 | 1936 | 1946 | 1954 |
| ---- | ---- | ---- | ---- | ---- | ---- | ---- | ---- | ---- |
| 501  | 436  | 396  | 329  | 302  | 318  | 279  | 288  | 232  |

| 1962 | 1968 | 1975 | 1982 | 1990 | 1999 | 2006 | 2011 | 2016 |
| ---- | ---- | ---- | ---- | ---- | ---- | ---- | ---- | ---- |
| 217  | 234  | 228  | 285  | 397  | 432  | 474  | 477  | 552  |

| 2021 | 2022 | - | - | - | - | - | - | - |
| ---- | ---- | - | - | - | - | - | - | - |
| 537  | 528  | - | - | - | - | - | - | - |

### Enseignement
Colonzelle dépend de l'académie de Grenoble. 
- L'école maternelle de la commune accueille 42 enfants. La classe de CP (six enfants) est regroupée avec la grande section de maternelle.
- Pour la suite de leurs études, les élèves se rendent à Chamaret[24].

### Manifestations culturelles et festivités
- Fête : le dernier dimanche de juillet[14].
- Fête au hameau de Margerie : le 15 août[14].

### Loisirs
- Pêche[14].
- Randonnées dans les garrigues[14].

## Économie

### Agriculture
En 1992 : lavande, céréales, vignes (vin AOC Coteaux du Tricastin), ovins.

### Tourisme
- Paysage méditerranéen[14].
- L'offre d'hébergement touristique à Colonzelle est centrée essentiellement sur les gîtes[25] et les chambres d'hôtes[26].

## Culture locale et patrimoine

### Lieux et monuments
- Les ruelles du vieux village[14].
- Les ruines de l'enceinte du village fortifié médiéval, restaurées au XXe siècle[réf. nécessaire].
- L'église Saint-Pierre-ès-Liens de Colonzelle érigée au XIIe siècle, classé au titre des monuments historiques[27] : porche voûté en berceau (IMH), linteau historié[14].

Dans le chœur est conservé un ensemble de peintures murales presque intact daté du début du XIVe siècle.
- L'église Saint-Pierre de Colonzelle remaniée[14].
- La chapelle Notre-Dame-des-Lumières dans le hameau de Margerie, érigée aux XVIIe et XVIIIe siècles[14].
- Les anciennes carrières de meules de moulins (entre Colonzelle et le hameau de Margerie, sur une falaise dominant le Lez, un sentier y menant)[29].

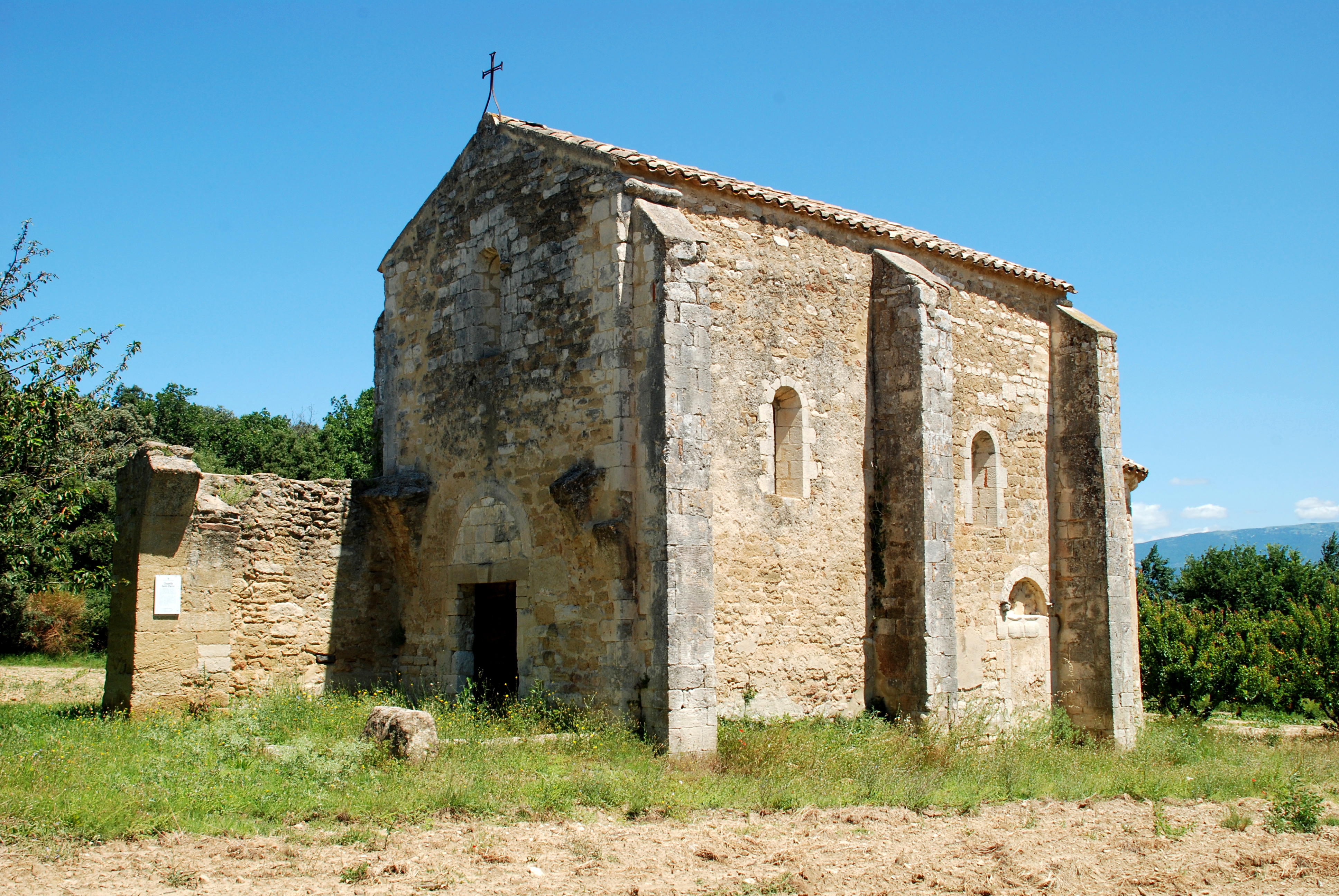
Église Saint-Pierre-ès-Liens.
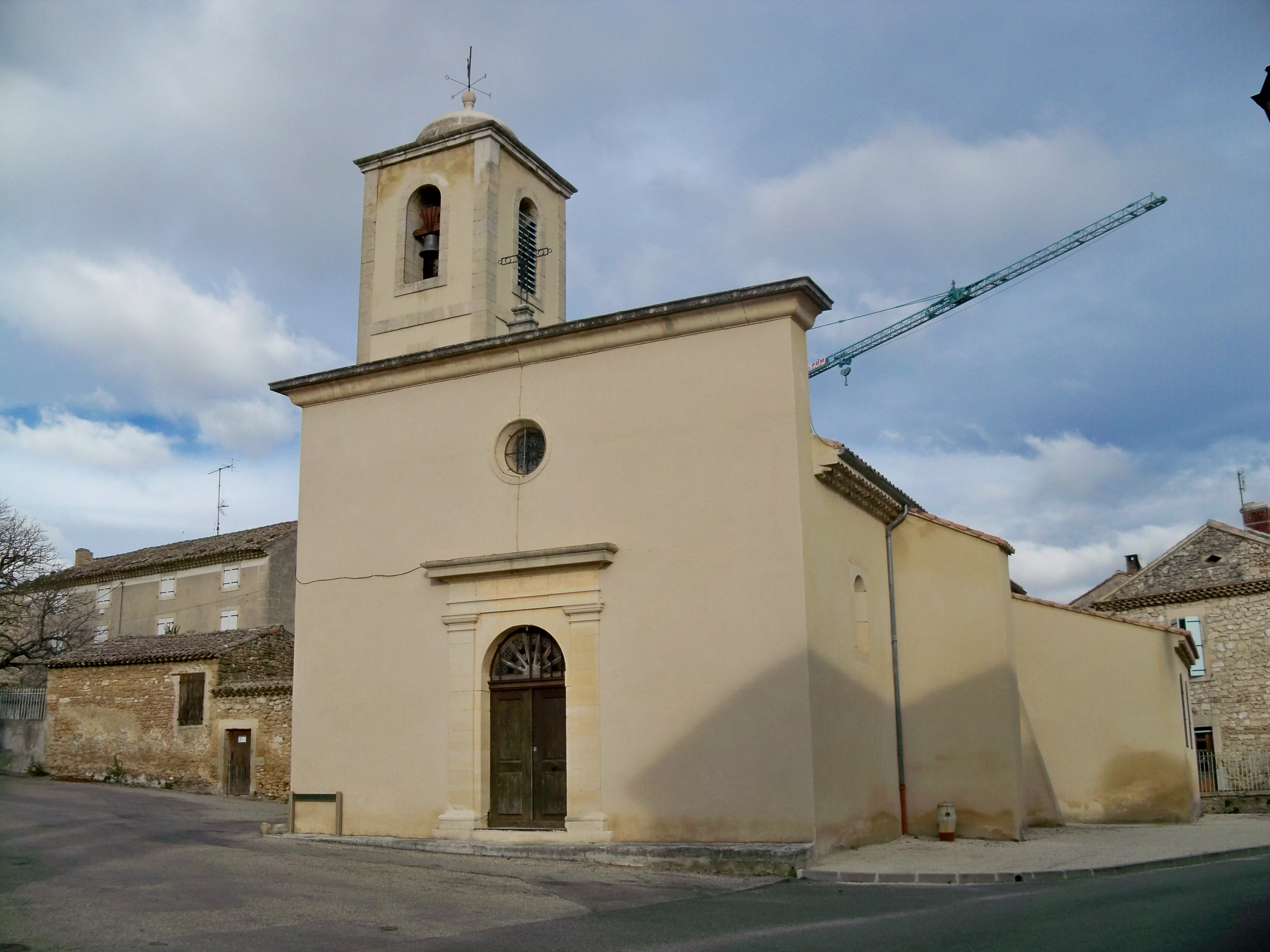
Église Saint-Pierre de Colonzelle.
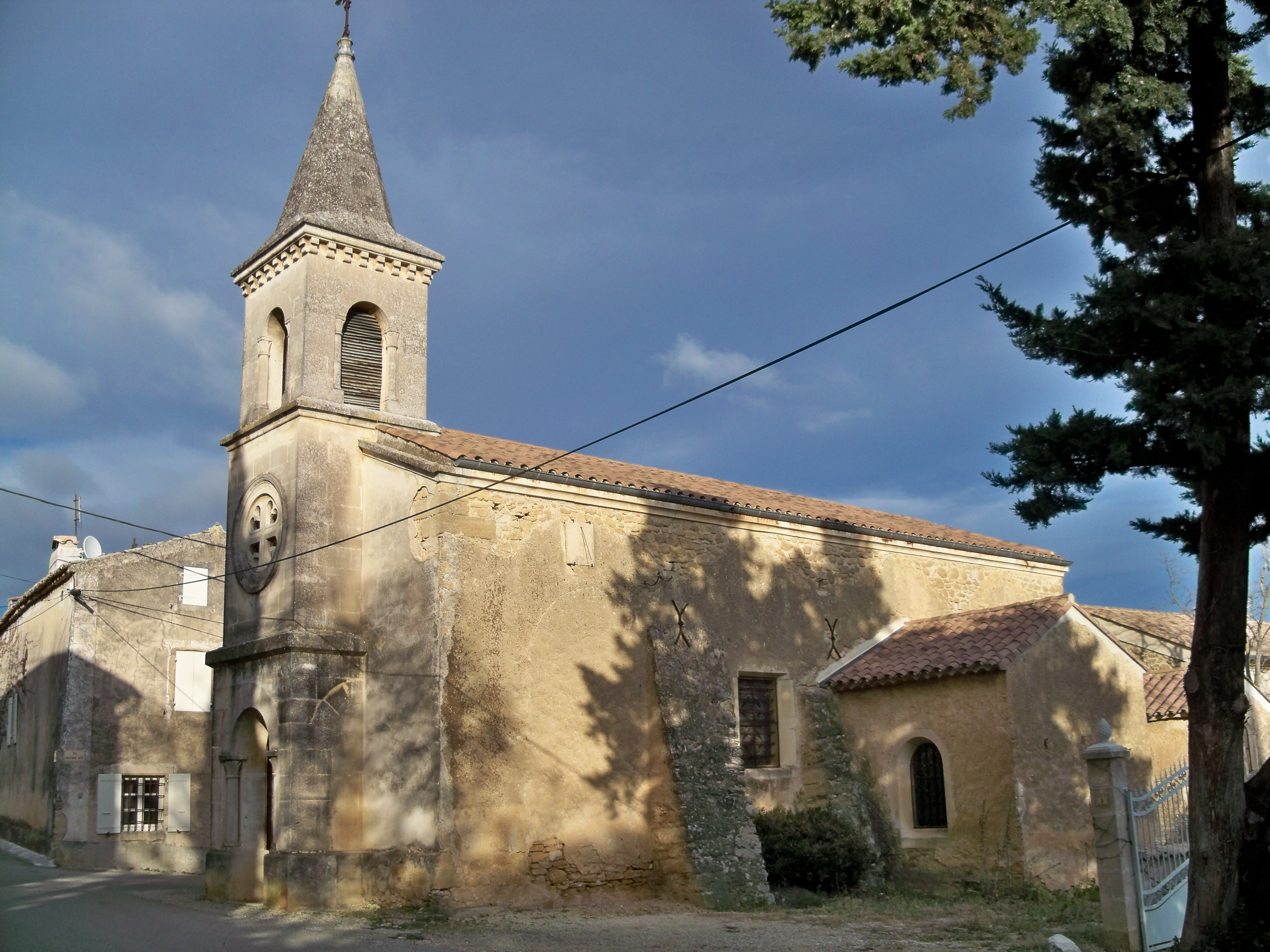
Église Notre-Dame-des-Lumières.

### Héraldique, logotype et devise
|  | Colonzelle possède des armoiries dont l'origine et le blasonnement exact ne sont pas disponibles. |